# دستینی توسن
دستینی توسن (انگلیسی: Destiney Toussaint؛ زادهٔ ۵ دسامبر ۱۹۸۸) بازیکن فوتبال اهل انگلستان است که در پست وینگر برای ولورهمپتون واندررز در لیگ ملی زنان فوتبال شمال انگلستان بازی می‌کند.